# Friede von Westminster (1654)
Mit dem Frieden von Westminster endete am 8. Mai 1654 der Erste Englisch-Niederländische Krieg, der 1652 begonnen hatte. Darin mussten die Niederlande, die den Krieg verloren hatten, die englische Navigationsakte anerkennen.
In einer geheimen von Johan de Witt und Cornelis de Graeff bestimmten Klausel, dem Seklusionsakt, wurde Wilhelm III von Oranien vom Amt des Statthalters der Niederlande ausgeschlossen.
Die Spannungen zwischen beiden Ländern wurden nicht beigelegt und bald darauf folgte der Zweite Englisch-Niederländische Krieg von 1665 bis 1667.